# Amastris fonsecai
Amastris fonsecai är en insektsart som beskrevs av Broomfield 1976. Amastris fonsecai ingår i släktet Amastris och familjen hornstritar. Inga underarter finns listade i Catalogue of Life.